# 상주 복룡동 당간지주
상주 복룡동 당간지주(尙州 伏龍洞 幢竿支柱)는 대한민국 경상북도 상주시 복룡동 20에 있는 통일신라의 당간지주이다. 1972년 12월 29일 경상북도의 유형문화재 제6호로 지정되었다.

## 개요
당간지주는 사찰 입구에 설치해 두는 것으로, 절에 행사나 의식이 있을 경우 이곳에 당이라는 깃발을 달아두는데, 이 깃발을 매달아두는 길쭉한 장대를 당간이라 하고, 이를 양쪽에서 지탱해 주는 두 돌기둥을 당간지주라 한다. 보통 당은 없고 드물게 당간이 있으나 대부분은 두 기둥만 남아있다.
복룡동 도로변의 논 한가운데에 남아 있는 이 당간지주는 높이 마련된 돌단 위에 서 있다. 전체적으로 위에서 아래로 내려올수록 약간 굵어지고 있으며, 아랫부분은 두툼해져 투박해 보인다. 두 바깥면의 양 모서리를 부드럽게 다듬어 놓았을 뿐 각 면에는 조각을 두지 않았다. 기둥의 아랫부분에 살짝 금이 가 있고, 기둥사이에는 당간을 받치던 받침돌이 놓여 있는데, 그 윗면에 커다란 홈을 두어 당간을 꽂아 두도록 하였다. 꼭대기는 안쪽에서 바깥쪽으로 둥글게 깎아 다듬어 놓았고, 안쪽면에는 당간을 고정하기 위한 네모난 홈을 파놓았다.
돌을 다루는 수법과 전체적인 양식으로 보아 통일신라시대의 작품인 것으로 추측되며, 가까운 거리에 있는 석불좌상이 이 당간지주와 관련이 있을 것으로 보인다.

## 참고 자료
- 상주 복룡동 당간지주 - 국가유산청 국가유산포털